# 13824 Kramlik
13824 Kramlik (1999 VG86) là một tiểu hành tinh vành đai chính được phát hiện ngày 5 tháng 11 năm 1999 bởi nhóm nghiên cứu tiểu hành tinh gần Trái Đất phòng thí nghiệm Lincoln ở Socorro.